# Karbapenemi
Karbapenemi so skupina betalaktamskih antibiotikov s širokim spekrom protibakterijskega delovanja. Karbapenemska struktura omogoča tem učinkovinam visoko odpornost proti večini betalaktamaz. Izvorno so karbapeneme razvili iz tienamicina, naravno pridobljene spojine iz bakterije Streptomyces cattleya.
Karbapenemi veljajo za ene izmed rezervnih antibiotikov za številne bakterijske okužbe, npr, okužbe z Escherichia coli (E. coli) in Klebsiella pneumoniae. Nedavno so se pojavili sevi, odpornosti proti karbapenemom zaradi proizvodnje encima metalobetalaktamaze New Delhi (NDM-1). Trenutno v razvoju ni novih antibiotikov, ki bi bili učinkoviti zoper te bakterije, odporne proti karbapenemom, in razširitev odpornih sevov pomeni veliko potencialno nevarnost.

## Predstavniki
Naslednje učinkovine spadajo v skupino karbapenemskih antibiotikov:
- imipenem (pogosto se uporablja v kombinaciji s cilastatinom – imipenem se lahko v ledvicah hidrolizira v nefrotoksičen presnovek, cilastatin pa zavira hidrolizo)
- meropenem
- ertapenem
- doripenem
- panipenem/betamipron
- biapenem

## Uporaba
V primerjavi z drugimi betalaktamskimi antibiotiki, kot so penicilini in cefalosporini, imajo karbapenemi najširši sekter delovanja. Nadalje so tudi večinoma odporni proti betalaktamazam, encimom, ki predstavljajo poglavitni mehanizem odpornosti bakterij proti betalaktamskim antibiotikom. Vendar pa so v ZDA in Veliki Britaniji že osamili enterobakterije, odporne proti karbapenemom, in sicer pri bolnikih, ki so bili pred tem deležni zdravstvene oskrbe v Pakistanu, Bangladešu in Indiji. Pri teh bakterijah je prisoten gen za metalobetalaktamazo New Delhi, encim, ki hidrolizira karbapeneme..
Karbapenemi so učinkoviti proti grampozitivnim in gramnegativnim bakterijam, izvzemši znotrajcelične bakterije, kot so klamidije. So tudi edini betalaktami, ki zavirajo L,D-transpeptidaze 

## Zgradba
Karbapenemi imajo podobno zgradbo kot penicilini, vendar je žveplov atom v obroču na položaju 1 zamenjan z ogljikom, od koder izvira tudi ime.